# Kongonaphon
Kongonaphon là một chi đã tuyệt chủng của lagerpetid avemetatarsalians từ giữa đến cuối kỷ Tam Điệp của quốc gia Madagascar. Nó chứa một loài duy nhất, Kongonaphon kely, được biết đến từ một phần bộ xương rời rạc. Hóa thạch này có từ hệ tầng Makay cuối kỳ Ladinian hoặc đầu kỳ Carnian. Là loài lagerpetid đầu tiên được tìm thấy ở Châu Phi, Kongonaphon mở rộng phạm vi của gia đình đáng kể. Nó sở hữu sự kết hợp các đặc điểm của nhiều loài lagerpetids khác, nhưng đặc biệt phát triển xương chân dài và mảnh. Kongonaphon cũng là loài lagerpetids đầu tiên có hóa thạch mõm và răng được biết đến. Nó có khả năng là một loài ăn côn trùng dựa trên hình dạng và kết cấu của răng.
Kongonaphon đáng chú ý vì kích thước cực nhỏ của nó, thậm chí so với các loài avemetatarsalian nhỏ ban đầu khác. Xương đùi thon dài tương ứng chỉ dài khoảng 4 cm (1,6 inch) và tổng chiều cao của con vật được ước tính vào khoảng 10 cm (3,9 inch). Cùng với các thằn lằn chúa thu nhỏ khác như Scleromochlus, điều đó cho thấy rằng avemetatarsalian đã trải qua quá trình giảm kích thước đột ngột ngay từ đầu trong quá trình tiến hóa của chúng. Điều này có thể giải thích cho việc bảo quản kém và sự khan hiếm của các hóa thạch avemetatarsalian sớm và giữa kỷ Tam Điệp. Kích thước nhỏ cũng có thể đã giúp chúng khai thác nhiều loại hốc sinh thái mới. Các phân nhóm avemetatarsalian, thằn lằn bay và khủng long thành công nhất, có thể đã phát triển do sự giảm kích thước đột ngột này. Quá trình thu nhỏ có tương quan với sự tiến hóa của khả năng bay (một đặc điểm xác định của loài thằn lằn bay) và việc đạt được chủ nghĩa hai chân (được nhiều loài khủng long sử dụng). Nó cũng sẽ dẫn đến khả năng giữ nhiệt kém, khuyến khích sự phát triển của lông vũ hoặc các cấu trúc dạng sợi khác.
Mặc dù Kongonaphon rõ ràng là một ornithodiran, nhưng vẫn chưa chắc liệu nó gần với thằn lằn bay hay khủng long hơn. Khi được đưa vào phân tích phát sinh loài mà không có Scleromochlus , lagerpetids được coi là khủng long biến hình cơ sở (gần với khủng long hơn). Tuy nhiên, việc đưa Scleromochlus vào dẫn đến phân tích tạm thời ủng hộ lagerpetids là thằn lằn bay (gần giống với thằn lằn bay hơn). Phần còn lại của hóa thạch từ các loài lagerpetids khác được mô tả vào cuối năm 2020 ủng hộ mạnh mẽ giả thuyết rằng chúng là loài thằn lằn bay.

## Từ nguyên
Kongonaphon lần đầu tiên được báo cáo trong bản tóm tắt hội nghị năm 2019, mặc dù vào thời điểm đó nó chưa được đặt tên. Nó được đặt tên và mô tả chính thức vào năm 2020. Tên chung bắt nguồn từ từ Kongona trong tiếng Malagasy (có nghĩa là "con bọ") và hậu tố tiếng Hy Lạp - phon (bắt nguồn từ một thuật ngữ có nghĩa là "kẻ giết người"). Tên cụ thể kely là từ tiếng Malagasy có nghĩa là "nhỏ". Cùng với nhau, Kongonaphon kely được dịch là "kẻ giết bọ nhỏ", theo kích thước nhỏ bé và thói quen ăn côn trùng tiềm tàng của nó.

## Khám phá

### Tổ tiên chung của khủng long và thằn lằn bay
Nghiên cứu được công bố trên tạp chí Proceedings of the National Academy of Sciences cho thấy Kongonaphon Kely sống ở khu vực là Madagascar ngày nay. Các hóa thạch đầu tiên của chúng được phát hiện vào năm 1998 bởi một nhóm các nhà nghiên cứu quốc tế.
Kongonaphon Kely được phân loại là một thành viên của lớp Ornithodira, tổ tiên chung của khủng long và thằn lằn bay.
"Có một nhận thức chung về khủng long là chúng có kích thước khổng lồ. Tuy nhiên, loài vật mới này rất nhỏ", Christian Kammerer - tác giả chính của nghiên cứu cho hay.
John Flynn, người giúp khám phá hóa thạch của Kongonaphon Kely từng rất ngạc nhiên về kích thước bé nhỏ của sinh vật này. Theo ông Flynn, mẫu vật bé nhỏ này nằm lẫn trong số hàng trăm mẫu vật ông và các đồng nghiệp thu thập được từ một địa điểm ở phía tây nam Madagascar.
Nghiên cứu chỉ ra rằng, một con Kongonaphon Kely trưởng thành chỉ cao khoảng 10 cm. Các phân tích trên hóa thạch cho thấy chúng ăn côn trùng và có lớp da hơi nhăn nheo. Cặp chân sau dài, mảnh cùng kích thước nhỏ giúp loài bò sát này dễ tiếp cận ở các khu vực mà những sinh vật lớn hơn nó không thể tiếp cận.
"Những khám phá gần đây, như với Kongonaphon giúp chúng ta hiểu rõ hơn về sự tiến hóa ban đầu của Ornithodira", ông Kammerer cho hay.

### Hoá thạch
Kongonaphon dựa trên UA 10618, một phần khung xương. Bộ xương rời rạc được tách ra giữa hai khối đá sa thạch , cũng là nơi bảo tồn một bộ hàm của loài rhynchosaur Isalorhynchus. Kongonaphon là loài lagerpetid đầu tiên có vật liệu hộp sọ được công bố, vì một phần của hàm trên đã được bảo tồn trong UA 10618. Hóa thạch cũng chứa một xương đùi gần như hoàn chỉnh cùng với đốt sống đuôi (đuôi), xương chân, các mảnh xương chày và xương mác, và một mảnh humerus tiềm năng.
Bộ xương đã được các nhà khoa học nghiên cứu phục hồi vào năm 1998  từ một địa điểm hóa thạch sản xuất ở Lưu vực Morondava phía tây nam Madagascar. Địa điểm bảo tồn phần dưới của Isalo II có tên không chính thức (còn được gọi là Hệ tầng Makay). Các luống hệ tầng Makay cơ sở có khả năng thuộc tuổi Ladinian muộn hoặc Carnian sớm dựa trên các loài cynodont được chia sẻ với Siêu dãy Santa Maria của quốc gia Brazil.

## Sự miêu tả
Hàm trên cao và có phần trước tương đối rộng khi nhìn từ trên xuống. Mép trước cũng lõm xuống, tương tự như loài thằn lằn bay thời kỳ đầu . Sáu chiếc răng được bảo tồn ở hàm trên, mặc dù phần phía sau của xương bị thiếu. Các răng giống như cái chốt và hình nón, có tiết diện hình tròn và không có răng cưa. Răng được trang trí bằng những vết rỗ không đều, một kết cấu mà ở động vật hiện đại có liên quan đến chế độ ăn của côn trùng. Một mảnh xương chi đã được xác định tạm thời là phần dưới của xương cánh tay. Mảnh này có các lồi cầu kém biệt hóa (không giống như xương cánh tay của Ixalerpeton ) nhưng cũng không đối xứng rõ rệt (như Ixalerpeton).
Xương đùi rất mảnh, hình sigmoid, và có một trochanter thứ tư nổi bật . Đầu xương đùi có nhiều điểm tương đồng với các loài lagerpetids khác. Nó được móc chắc chắn và có một đường viền lõm ở cạnh dưới. Nhìn từ trên xuống, chỏm xương đùi có củ lớn phía sau, củ phía trước nhỏ và không có củ phía trước. Mặt ngoài của chỏm xương đùi cũng có một cơ đốt trước, một vết sẹo cơ có ở một số loài lagerpetids nhưng không có ở những loài khác. Ít nhất là ở Dromomeron gregorii, nó dường như chỉ phát triển ở những cá thể đã trưởng thành hoàn toàn. Trochanter thứ tư giống như lưỡi kiếm có một cạnh bên trong gấp lại và một cạnh bên ngoài chuyển tiếp trơn tru đến trục của xương đùi. Cả hai tính năng này giống với Ixalerpeton hơn Lagerpeton (hay Dromoron , có trochanter thứ tư nhỏ và giống như gò đất ở một số loài và không có ở những loài khác). Mép bên trong uốn cong của trochanter thứ tư nhìn ra một chỗ trũng được chia đôi bởi một đường gờ mỏng. Xương đùi được mở rộng và thu hẹp đáng kể về phía chi dưới bị gãy và xói mòn. Điều này trái ngược với các loài lagerpetids khác có xương đùi mở rộng về phía đầu gối.
Các mảnh xương chày hơi cong và mở rộng ra gần đầu gối, tương tự như các loài cá lăng khác. Một cặp xương dài và áp sát vào nhau đã được xác định là xương bàn chân, mặc dù điều này không chắc chắn do hình dạng cong bất thường của một trong các xương. Phalang bàn đạp (xương ngón chân) có hình đồng hồ cát và có các khớp phát triển mạnh. Các đốt sống đuôi (đuôi) dài và hẹp có cạnh dưới lõm và các đường khâu trung tâm thần kinh hợp nhất.

## Phân loại
Để kiểm tra mối quan hệ của nó với các loài bò sát khác, Kongonaphon được đưa vào một phân tích phát sinh loài được sửa đổi từ Müller et al. 2019. Phân tích này ban đầu không bao gồm Scleromochlus, một thằn lằn chúa nhỏ thường được coi là có họ hàng xa với thằn lằn bay. Lần lặp lại đầu tiên của phân tích cho thấy Kongonaphon và các loài lagerpetids khác là khủng long biến hình sớm nhất, có họ hàng gần với khủng long hơn là thằn lằn bay. Kết quả này là phổ biến trong các phân tích tập trung vào archosaur.
Scleromochlus đã được thêm vào trong lần phân tích thứ hai. Điều bất thường là lagerpetids chuyển từ dạng khủng long sang dạng dực long (gần giống với loài thằn lằn bay hơn) trong lần lặp lại này. Pterosauromorpha được chứng minh bằng một số đồng hình (đặc điểm có nguồn gốc chung) của hàm trên và mắt cá chân, mặc dù một số trong số này không được biết đến ở lagerpetids. Do đó, cần phải nghiên cứu thêm để chứng minh vị trí của lagerpetids trong Pterosauromorpha. Đây cũng là trường hợp của Scleromochlus, được mã hóa trong phân tích dựa trên các khuôn đúc bằng đá sa thạch.

## Cổ sinh vật học
Răng của Kongonaphon tương tự như răng của động vật hiện đại ăn côn trùng cả về hình dạng và kết cấu. Đây là một trong những bằng chứng thuyết phục nhất về chế độ ăn côn trùng ở những loài avemetatarsalian thời kỳ đầu, đặc biệt là loài lagerpetids (mà trước đây chúng ta chưa biết răng). Chế độ ăn uống này cũng đã được đề xuất cho Silesaurus dựa trên coprolites được đề cập, nhưng sự mòn răng của Silesaurus cho thấy nó chủ yếu là ăn cỏ.

### Mô học và sự phát triển
Một nghiên cứu mô học trên một mảnh xương chày của UA 10618 đã giúp làm rõ cấu trúc xương, sự tăng trưởng và phát triển của con vật. Xương chày có thành khá mỏng, với vỏ xương (lớp dày đặc bên ngoài) chiếm khoảng 20% đường kính. Các kênh mạch máu phổ biến ở vỏ não và chủ yếu được định hướng theo chiều dọc (song song với trục của xương và hình tròn trên mặt cắt ngang). Có một số đường nối có tổ chức (phân nhánh) dọc theo các kênh ở vùng giữa vỏ não. Các kênh phân nhánh dường như tỏa ra phía vỏ ngoài, một đặc điểm cũng được quan sát thấy ở xương của Dromomeron romeri. Các sợi xương được định hướng song song với chu vi của xương ở vỏ ngoài, cho thấy sự phát triển chậm hơn. Đi sâu hơn vào vỏ não, chúng trở nên vô tổ chức hơn, cho thấy sự phát triển nhanh chóng ở giai đoạn đầu. Hai dòng tăng trưởng bị kìm hãm, điển hình là các chỉ báo về sự khan hiếm hàng năm, được phát triển ở vỏ não bên trong. Các lacunae của tế bào xương có hình bầu dục và phân bố ngẫu nhiên.
Mặc dù có kích thước nhỏ bé, nhưng các nhà khoa học ngành mô học ủng hộ ý kiến cho rằng cá thể Kongonaphon không phải là con non mới nở hay con non. Xương có sợi song song, các đường tăng trưởng bị ngừng lại và các lỗ hổng của tế bào xương dẹt đều tương quan với việc động vật đã sống trong một thời gian khá lâu trước khi chết và trở thành hóa thạch. Đặc điểm đầu tiên đặc biệt cho thấy rằng tốc độ tăng trưởng của nó chậm hơn so với các loài thằn lằn bay hoặc khủng long thời kỳ đầu. Các đặc điểm khác của bộ xương cũng cho thấy cá nhân đó đã trưởng thành. Chúng bao gồm các đường khâu trung tâm thần kinh hợp nhất trên đốt sống và xương chi có kết cấu trơn tru. Ngoài ra, một số đặc điểm của xương đùi Kongonaphonkhông có ở các cá thể non của một số loài lagerpetid khác. Tuy nhiên, việc thiếu tu sửa và các kênh mạch phân bố rộng rãi cho thấy con vật vẫn đang phát triển. Điều này có nghĩa là những cá thể khác có lẽ đã có thể phát triển lớn hơn một chút.